# Giacomo Radini-Tedeschi
Giacomo Maria Graaf Radini-Tedeschi (Piacenza, 12 juli 1857 – Bergamo, 22 augustus 1914) was een Italiaans geestelijke en bisschop van de Katholieke kerk.
Radini-Tedeschi stamde uit een oud adellijk geslacht. Hij werd in 1879 tot priester gewijd en werd vervolgens professor in het canoniek recht aan het seminarie van Piacenza. In 1890 trad hij in dienst bij het staatssecretariaat, waar hij verschillende diplomatieke functies vervulde.
In 1905 benoemde paus Pius X hem tot bisschop van Bergamo. Hij werd als het ware weggepromoveerd uit het staatssecretariaat vanwege zijn progressieve opvattingen, met name op het punt van de sociale vooruitgang. Hij werd door de paus zelf tot bisschop gewijd, in de Sixtijnse Kapel. Net bisschop geworden, benoemde hij de jonge priester Angelo Roncalli, de latere paus Johannes XXIII, tot zijn secretaris. Paus Johannes zou later met veel liefde over Radini-Tedeschi als een van zijn leermeesters spreken.
Als bisschop van Bergamo zette Radini-Tedeschi zich in voor de sociale vooruitgang. Hij was betrokken bij de oprichting van katholieke vakverbonden en zette zich in voor de verbetering van de positie van textielarbeiders in Ranica. De textielarbeiders aldaar werden zwaar onderbetaald, en waren - nadat ze al maandenlang geen loon meer gekregen hadden in september 1909 in staking gegaan. Veel stakers werden door de politie opgepakt, maar de staking hield stand. Radini en zijn secretaris Roncalli solidariseerden met de stakers, zowel in geschrift als in daad. Zo schonk Radini zijn vissersring ter verkoop aan de stakingsleiding, toen de stakingskas leeg geraakt was.
Radini-Tedeschi overleed aan de gevolgen van kanker, tijdens de eerste dagen van de Eerste Wereldoorlog. Zijn laatste woorden, uitgesproken tegen zijn secretaris, zouden een gebed zijn geweest, dat via de dagboeken van Roncalli is overgeleverd:
O, Mijn Gekruisigde Jezus, ik bid gewillig tot U, dat het offer van mijn leven, verenigd met Uw offer aan het kruis, als boetedoening moge dienen voor mijn zonden en die van mijn volk, voor de Heilige Kerk, voor de nieuwe Paus die U aan de kerk zult geven, voor mijn priesters, voor mijn stad, voor mijn bisdom, voor alle vromen overal, allen die lijden, allen die mij lief hebben gehad, zo goed als degenen die mij niet lief hebben gehad, voor degenen die mij het meest nabij aan het hart waren, voor mijn familieleden en voor mijn vrienden, ver en dichtbij en voor de vrede. En voor de vrede.
- Bibliothèque nationale de France: cb12157224w (data)
- Gemeinsame Normdatei: 118917978
- International Standard Name Identifier: 0000 0001 0799 6224
- Library of Congress Control Number: nr91007391
- Nationale Bibliotheek van Tsjechië: xx0257206
- Nationale Bibliotheek van Israël: 987007306328905171
- Nederlandse Thesaurus van Auteursnamen: 069751242
- Istituto Centrale per il Catalogo Unico: CUBV169141
- Système universitaire de documentation: 123495296
- Virtual International Authority File: 42636758
- WorldCat: E39PBJB8mVfXk8xJptPqPF7bVC